# Umbetten

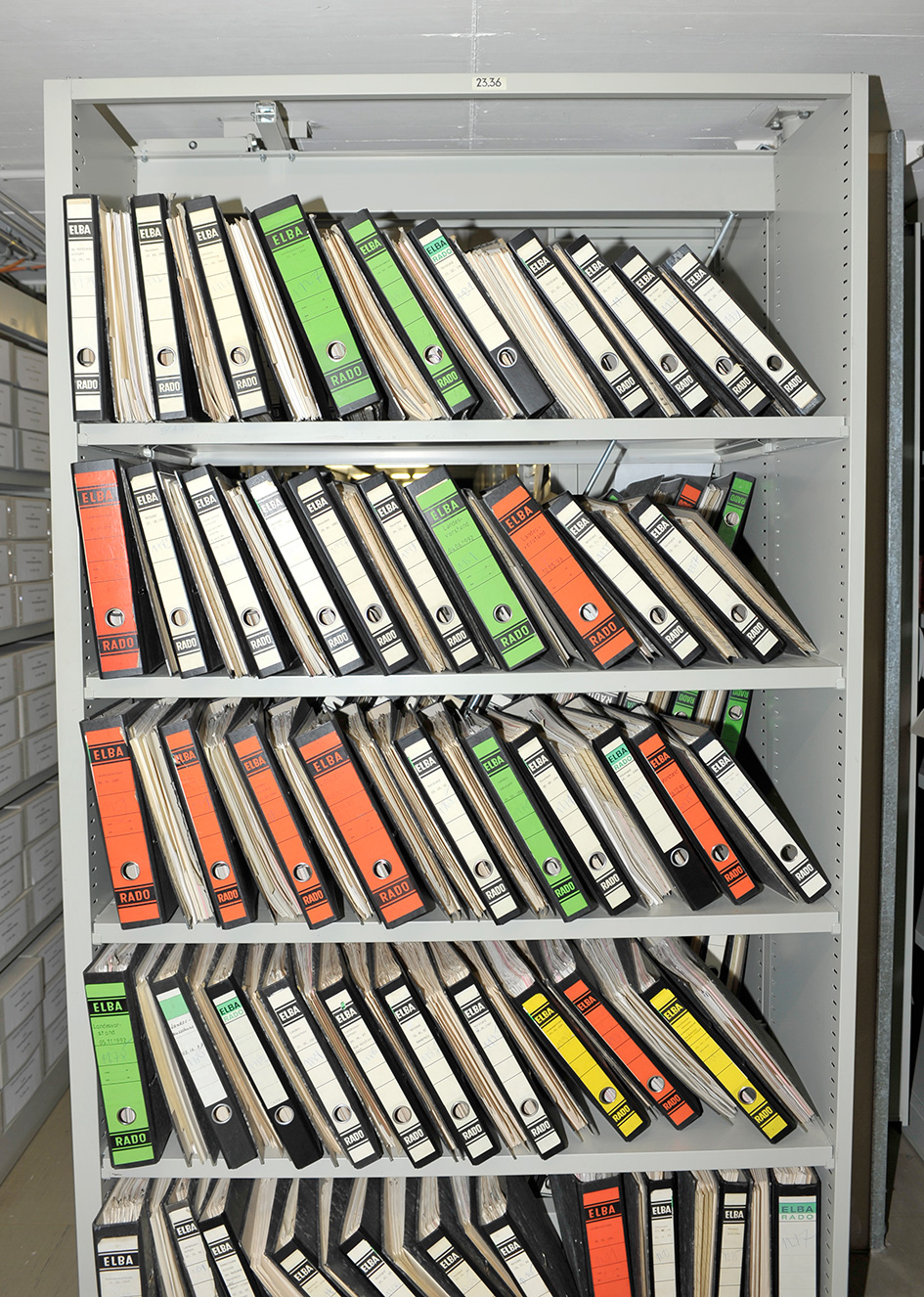
Akten in Stehordnern vor dem Umbetten

Unter Umbetten versteht man das Umlagern von Archivgut aus papierschädigenden Registratursystemen, z. B. Stehordnern, Hängeregistraturen, in eine alterungsbeständige, schützende Lagerung. Das Umbetten gehört zu den Maßnahmen der präventiven Bestandserhaltung, die durchgeführt werden, um das Archivgut dauerhaft zu sichern und zu erhalten.

## Gründe
In Archiven wird heute meist jüngeres Schriftgut der letzten 50 Jahre übernommen, das sich in Stehordnern, Schnell- oder Hängeheftern befindet, mit Klebestreifen, Heft- oder Büroklammern zusammengehalten wird oder in Kunststofffolien aufbewahrt wird. In diesem Zustand ist das Archivgut nicht magazinfähig. Es ist nicht ausreichend gegen mechanische Belastungen (z. B. beim Ausheben und Benutzen) und gegen schädliche Fremdeinwirkung (Schmutz, Mikroorganismen, Licht, Insekten, Schadstoffe in der Luft etc.) schützen. Zudem enthalten diese Registratursysteme in der Regel Metall und Kunststoffe (z. B. Klarsichtfolien aus PVC), die aufgrund chemischer Prozesse (Rost, Weichmacher) das Papier angreifen. Daher muss das Archivgut in archivfähige Behältnisse umgebettet werden. Rechtsgrundlage für die Umbettung ist die in den verschiedenen Archivgesetzen formulierte Aufgabe, Archivgut gemäß fachlichen Kriterien dauerhaft aufzubewahren.

## Umbettverfahren

### Preußische Fadenheftung

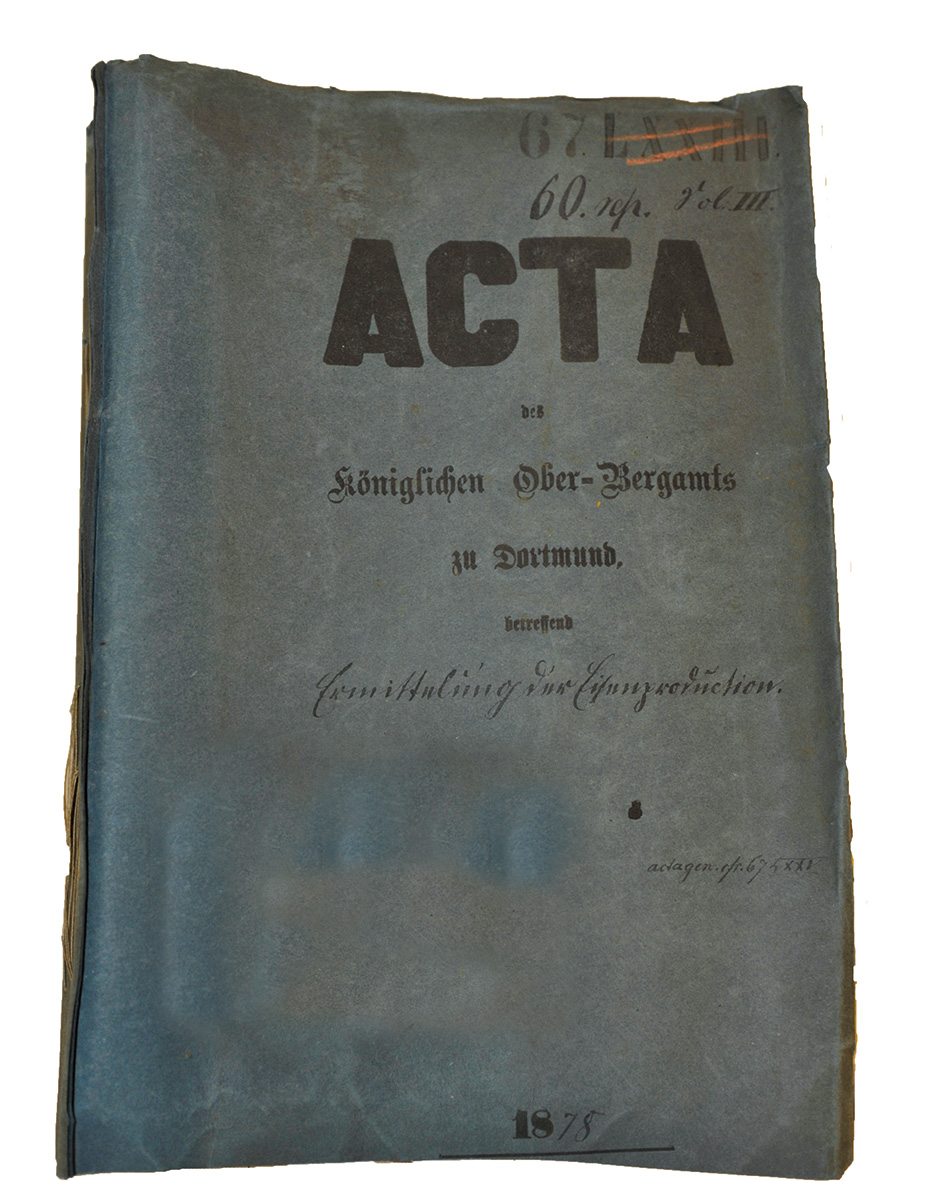
Akte mit preußischer Fadenheftung

Unter der Preußischen Fadenheftung, die bis zum Anfang des 20. Jahrhunderts üblich war, versteht man das Einnähen einzelner Blätter in vorgefertigte Umschläge zur Organisierung und Schutz von Akten. Papierschädigende Hilfsmittel wurden nicht verwendet, jedoch ragen gerade bei dickeren Akten oft Blattränder über den Aktenumschlag. Daher empfiehlt sich auch hier, die Akte mit einem Schutzumschlag aus alterungsbeständigem Karton zu umgeben, damit die Schriftstücke nicht beim Ausheben an den Rändern einreißen. Die Preußische Fadenheftung ist kein Umbettverfahren im eigentlichen Sinne, sondern die übliche Form der registraturmäßigen Schriftgutverwahrung. Da sie sehr zeitaufwändig ist, ging man im Zuge der Büroreform zu Schnellheftern und Schnellordnern über.

### Klebebinden („Lumbecken“)
Archivalien wurden über Jahrzehnte und stellenweise noch heute durch Klebebinden der Blätter aufbereitet. Mit diesem Verfahren werden Archivalien zu gut handhabbaren und lesbaren Bänden zusammengefasst, jedoch schädigen die Klebstoffe das Papier, Blattränder müssen vor dem Kleben in der Regel gerade abgeschnitten werden und beim Benutzen brechen die spröden Klebebindungen schnell auf. Auf dem inneren Rand geschriebene Vermerke sind eventuell nicht mehr sichtbar und Einzelblätter lassen sich – z. B. zum Kopieren – nicht entnehmen.

### Kordelheftung und Bügelheftung
Bei diesem zeitsparenden und einfachen Umbettverfahren werden gelochte Akten aus den Ordnern oder Heftern herausgenommen, mit säurefreien Deck- und Rückenumschlägen versehen und mit einem Bügel oder Bindfaden, der durch die Lochung geführt wird, zusammengehalten. Da die Bindung schnell wieder gelöst werden kann, können Schriftstücke leicht zur Reproduktion entnommen werden. Sie können dadurch aber auch entwendet werden. Beim Bewegen der Schriftstücke können die Lochungen ausreißen, vor allem bei dünnen Bindfäden. Durch den Knoten bzw. den Bügel nehmen die Akten an Dicke zu und beanspruchen mehr Platz im Magazin. Durch ausreichend große Umschläge sind die Akten gut gegen mechanische Schäden beim Ausheben geschützt.

### Lose Lagerung in Vierflügelmappen
Hierbei werden Akten aus Ordnern oder Heftern herausgenommen und ohne Heftung in Vierflügelmappen gelegt. Damit können keine Schäden durch Bindesysteme auftreten, jedoch besteht die Gefahr, dass verrutschte Papiere umknicken. Das Verfahren empfiehlt sich daher nur bei kleinen Konvoluten, die nicht bereits über eine Lochung verfügen. Bei der Nutzung können die Schriftstücke leicht aus der Ordnung geraten oder entwendet werden.

## Vorgehensweise
Schriftgut aus papierschädigenden Registratursystemen wird in alterungsbeständige Materialien nach DIN ISO 16245 umgebettet. Dabei sollten Kunststoffe im Archiv möglichst vermieden werden. Diese können chemische Substanzen abgeben, die die Archivalien beeinträchtigen oder wegen des niedrigen Schmelzpunktes im Brandfall die Archivalien verkleben und damit unbrauchbar machen.
Beim Umbetten können weitere Maßnahmen zur Konservierung des Schriftguts durchgeführt werden. Zuerst sollte geprüft werden, ob die Archivalieneinheit zu reinigen ist. Danach sollte jegliches Metall aus den Archivalien entfernt werden. Dazu zählen unter anderem Heftklammern, Büroklammern, Heftbügel und Klarsichtfolien. Hierbei besteht auch die Möglichkeit Risse zu schließen. Insbesondere ist darauf zu achten, dass durch die Umbettung keine Informationen wie Ordner oder Hefterbeschriftungen verloren gehen. Mitunter werden Akten zusätzlich paginiert oder foliert.
Eine weitere Maßnahme, die während des Umbettens durchgeführt werden kann, ist die Entnahme von Material, das in einer Akte konservatorisch unzureichend aufbewahrt wird. Dazu gehören beispielsweise Karten, Pläne, Fotos, Plakate oder andere Objekte wie Stoffproben oder Knöpfe. Wird ein Informationsträger aus einer Archivale entfernt, gehört an diese Stelle ein Hinweisblatt mit dem neuen Verwahrort und Signatur. Ergänzt werden kann dieses Hinweisblatt durch eine Normalpapierkopie des Objektes, um eine erste Information zu dem ursprünglich vorhandenen Stück zu vermitteln. Weiterhin müssen alle Plastikfolien und nach Möglichkeit auch Klebestreifen entfernt werden.

## Verpackungsmaterial

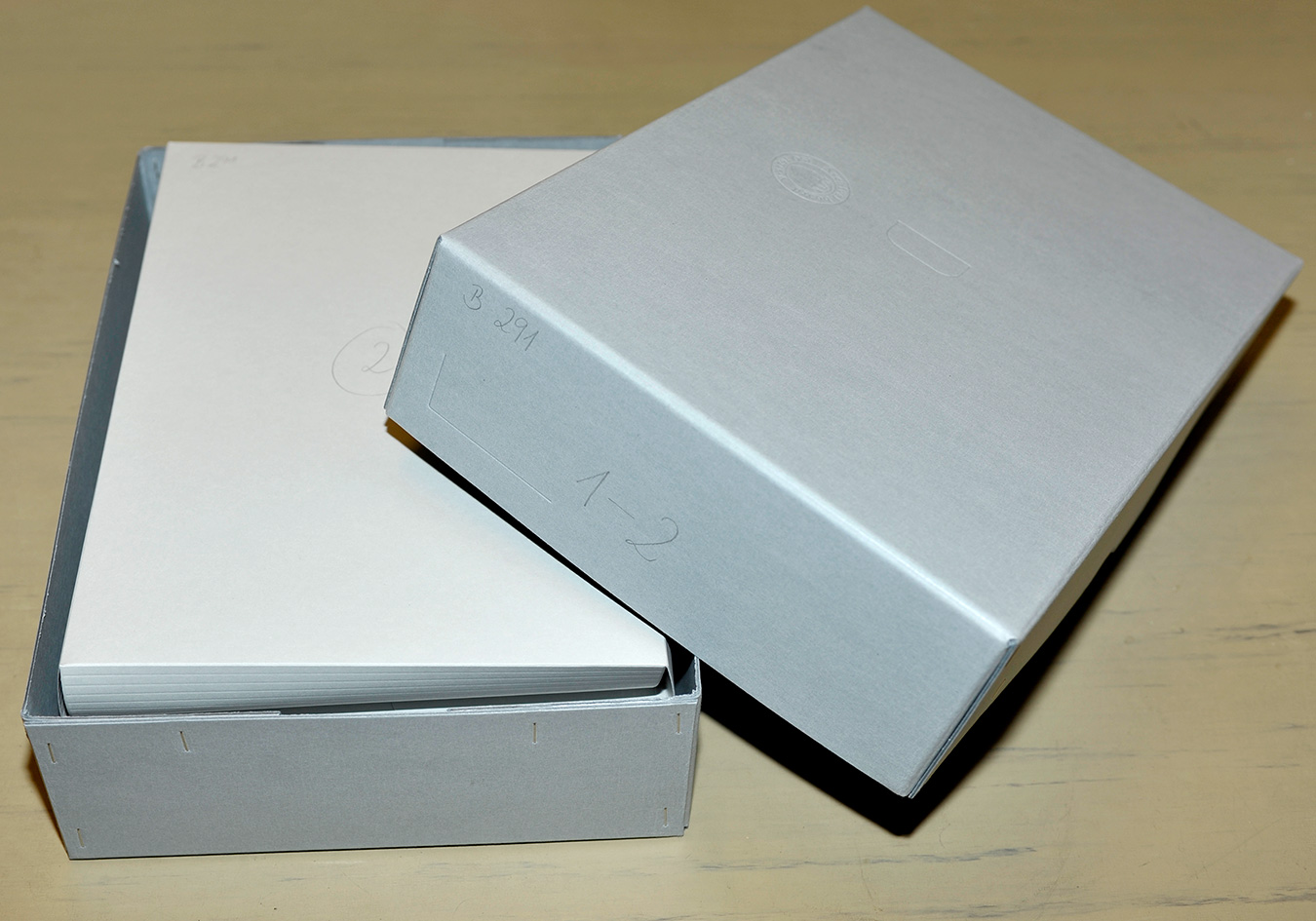
Umgebettete Archivalien in einem Archivkarton

Alle Materialien, die beim Umbetten und Verpacken von Archivalien verwendet werden und dauerhaft mit diesen in Berührung kommen, sollten der Norm DIN ISO 16245 Typ A resp. DIN ISO 9706 Entsprechen. Materialien mit einer alkalischen Reserve können auf bestimmte Archivalien, z. B. Fotos und Diazotypien schädigend wirken und sind dann nicht zu verwenden. Bei normalen Papieren verlangsamen sie jedoch den Alterungsprozess. Für fotografisches Material gilt daher abweichend die Norm DIN ISO 18902. Zu den gängigen Formen zählen Schutzumschläge, Jurismappen (Vierflügelmappen), Kartenmappen und Urkundentaschen. Abheftbügel zur Verwendung in Mappen oder gelochten Aktendeckeln werden als reine Kunststofffabrikate oder als kunststoffummantelte Drahtbügel angeboten. Hierbei sollte darauf geachtet werden, dass der Kunststoff frei von Weichmachern und alterungsbeständig ist. Die Oberfläche ist glatt und staubabweisend und kann zur Aufbringung von Signaturen beschriftet werden.
Für die liegende Aufbewahrung von Archivalien werden alterungsbeständige Archivkartons verwendet. Archivkartons, in denen in o. g. Umschläge verpackte Archivalien aufbewahrt werden, können der Norm DIN ISO 16245 Typ B entsprechen. Die Kartons sollten stabil genug sein, damit auch mehrere übereinandergestapelte Kartons unter dem Gewicht zusammengedrückt werden und ein Schutz der Archivalien auch beim Transport gewährleistet ist. Gefaltete Kartons beanspruchen im leeren Zustand nur wenig Raum. Bei gehefteten oder genieteten Kartonagen müssen die Klammern/Nieten aus nichtrostendem Edelstahl bestehen und so verarbeitet sein, dass weder die Archivalien beschädigt noch die Archivmitarbeiter verletzt werden.
Standardarchivkartons sollten Archivalien, gleich aus welcher Zeit, aufnehmen können. Dabei haben sich Kartons für Folioformate von ca. 39 cm × 28 cm × 12 cm (Länge, Breite, Höhe) sowie Kartons doppelter Breite für Übergrößen bewährt. Grundsätzlich sollten die Verpackungsmaterialien an allen Seiten etwa 1 cm größer sein als die enthaltenen Archivalien, um eine beschädigungslose Entnahme zu ermöglichen. Neben Stülpkartons gibt es auch Kartons mit Frontklappen, die den Zugriff auf die Archivalien ohne Entnahme des Kartons aus dem Regal erlauben, jedoch nicht die gleiche Stabilität aufweisen. Dabei sollten die verschiedenen Behältnisse aufeinander und auf das Regalsystem abgestimmt sein und ausreichend Platz lassen, um die Archivkartons beim Ausheben und Reponieren problemlos handhaben zu können. Zur Stabilisierung der Kartons und zum Schutz vor einem Verrutschen des Inhalts sind die Archivkartons vollständig zu füllen.

## Einzelne Archivalienarten
Die genannten Arbeitsprozesse zur Bearbeitung einer Akte gelten im Prinzip auch für alle anderen Archivalienformen. Sie müssen ebenfalls aus den nicht archivfähigen Behältnissen entnommen und in alterungsbeständige Verpackungen überführt werden. Ebenfalls müssen sie von Metall befreit und mit der Bestandsbezeichnung und der Signatur gekennzeichnet werden.

### Buchförmige Archivalien
Auch gebundene Archivalien wie Standesamtsregister, Zeitungsbände oder Amtsbücher werden am besten liegend in alterungsbeständigen Archivkartons verwahrt. Bei größeren, häufig genutzten Stücken ist in Ausnahmefällen eine vertikale Aufstellung möglich. Die Aufstellung der Amtsbücher sollte ohne Lücke, vorzugsweise in Schubern erfolgen. Dadurch soll ein Einknicken der Bände und ein Durchhängen des Buchblocks vermieden werden.

### Karten, Pläne, Plakate
Diese Archivalienarten werden in kleinen Mengen bis zu 10 Exemplaren in alterungsbeständige Mappen eingelegt und planliegend in Kartenschränken oder großen Kartenkartons aufbewahrt. Ungünstig ist eine gerollte, untauglich eine gefaltete Lagerung. Zum Schutz vor mechanisch bedingten Schäden und Abrieb sollten Trennblätter eingelegt werden. Zwingend sind Trennblätter bei Lichtpausen und Kontaktpausen, da diese stark sauer resp. basisch sind. Bei sehr großen Formaten können Karten auch hängend gelagert werden. Dazu müssen die Karten jedoch auf einem Tragestreifen befestigt werden.

### Urkunden
Die optimale Lagerung von Urkunden ist die Verwahrung im aufgefalteten und plangelegten Zustand in Spezialmappen oder auf einzeln dafür angefertigten Objektträgern aus Pappe. Die gegen mechanische Belastungen besonders empfindlichen Siegel, müssen mit geeigneten Halterungen befestigt werden. Ist kein geeigneter Lagerplatz für eine Planlegung vorhanden, oder das Pergament zu steif um es planzulegen, können Urkunden im gefalteten Zustand verwahrt werden. Sie sollten so verpackt werden, dass die Originale nicht verrutschen können und kein Druck auf das Pergament oder das Siegel entsteht.

### Fotos
Fotografisches Material wird in ungepufferte, chemisch neutralem Verpackungen nach DIN ISO 18902 verpackt. Dieses verfügt über keine alkalische Reserve und muss den PAT-Test (Photographic Activity Test) bestanden haben. Geeignete Materialien sind Polypropylen- oder Polyester-Folien und Pergamin. Glasnegative müssen in Papiertaschen eingeschlagen stabile Kartonschächtelchen verpackt werden um sie gegen Bruch zu schützen. Unterbringung in Fahrregalanlagen bedeutet durch die Erschütterungen beim Verschieben ein hohes Bruchrisiko. Bereits zerbrochene Glasnegative müssen liegend gelagert werden. Meist werden die Negative von den Positiven getrennt. Grundsätzlich sollte fotografisches Material nicht im Original, sondern im Duplikat (z. B. einem Schutzdigitalisat) benutzt werden.